# San Siro (singolo)
San Siro è un singolo del rapper italiano Franco126, pubblicato il 24 maggio 2019 come quarto estratto dal primo album in studio Stanza singola.